# 保罗·特罗斯特

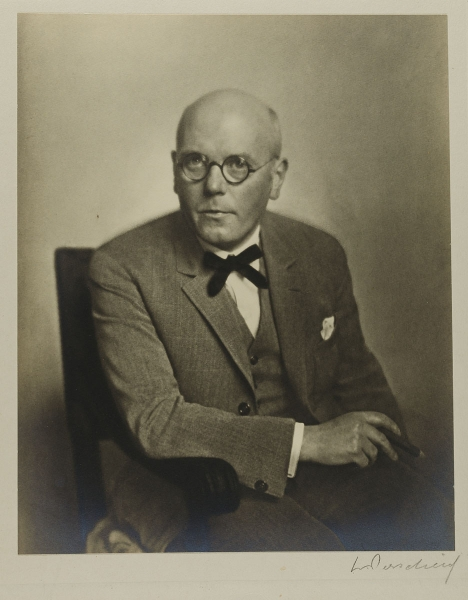
保罗·特罗斯特

保罗·路德维希·特罗斯特（Paul Ludwig Troost，1878年8月17日– 1934年1月21日）是一位德国建筑师，从1930年起深受阿道夫·希特勒青睐。

## 生平
特罗斯特就读于达姆施塔特工业大学。1920年代，他开办了自己的建筑事务所，加入了德意志工藝聯盟。他为波茨坦的采琪莲霍夫宫设计过几间房屋。在于1922年游历美国后，他为北德意志-劳埃德航运公司设计过轮船外觀。
1929年，特罗斯特初次见到了希特勒。希特勒非常喜歡他的作品。
希特勒委托特罗斯特将慕尼黑的褐宫改建为纳粹党总部。
1933年秋，希特勒委托特罗斯特重建、重新装潢自己在柏林的德國總理府。特罗斯特在全国设计并建造了国家和市政大厦，包括新的行政办公楼以及横跨主要高速公路的桥梁。特罗斯特死前设计了艺术之家。特罗斯特还对慕尼黑的国王广场加以重新設計。
希特勒与特罗斯特的关系就像学生与他所敬仰的老师那样。据后来成为最受希特勒宠爱的建筑师阿尔贝特·施佩尔回忆，元首曾经不时地急切地问特罗斯特：“我等不及了，教授先生。有什么新设计吗？拿出来看看！”特罗斯特之后则会展示自己的最新方案和草图。据施佩尔说，希特勒曾经常宣称“是特罗斯特让我第一次领教到了什么才是建筑”。1934年1月21日，特罗斯特在患重病后去世，希特勒受到沉痛打击，但依旧与特罗斯特的遗孀保持着密切关系，后者的建筑审美经常与希特勒本人的一致，用施佩尔的话来说，她“在某种程度上成了慕尼黑的艺术权威人士”。
希特勒于1937年追授特罗斯特德國國家藝術與科學獎。特罗斯特被葬在慕尼黑的北部陵园。